# A Halál móresre tanítása
Az  1975-ben megalakult Vágtázó Halottkémek együttes első albuma, A Halál móresre tanítása, amely egyaránt megjelent LP-n, MC-n és CD-n is, 1988-ban került kiadásra. Külföldön a Sonic Boom, Magyarországon a Ring kiadó gondozásában. A felvételeket a hollandiai Eindhoven városban rögzítették. A mastering pedig Brémában, a Studio Nord stúdiójában készült. A lemezborítót Barcsik Géza készítette. 

## Ismertető
Az együttes a lemez kiadását megelőző években számos sikeres koncertet adott különböző nyugat-európai országokban és rendszeresen feltűntek ezen országok tömegkommunikációs csatornáin is. Mivel egyre növekvő igény jelentkezett egy lemezre, a zenekar menedzsere, Dietmar Lupfer elhatározta, hogy független lemezcége kiadja a nagylemezt. Eredetileg egy svájci koncert alkalmával lettek volna rögzítve a számok, de ez technikai problémák miatt nem valósult meg, így egy hollandiai stúdióban rögzítették az anyagot, december 25. és 30. között. A lemez 1988 májusában jelent meg.
A 48 perces albumra öt dalt rögzítettek. A szövegeket az együttes frontembere, Grandpierre Atilla, a zenét a VHK szerezte,  a Mi történt?! című dalnak a társszerzői Árvai Viktor és Hrutka Róbert voltak.

## Az album dalai[4][5]
1. Ki vele az Istenért! 4’ 09”
2. Rádébredek 7’ 57”
3. Tárulj Világ! 6’ 39”
4. Mi történt?! 4’ 55”
5. Élő Világegyetem 11’ 44”

## Közreműködők[4]
- Grandpierre Attila – ének, sípok

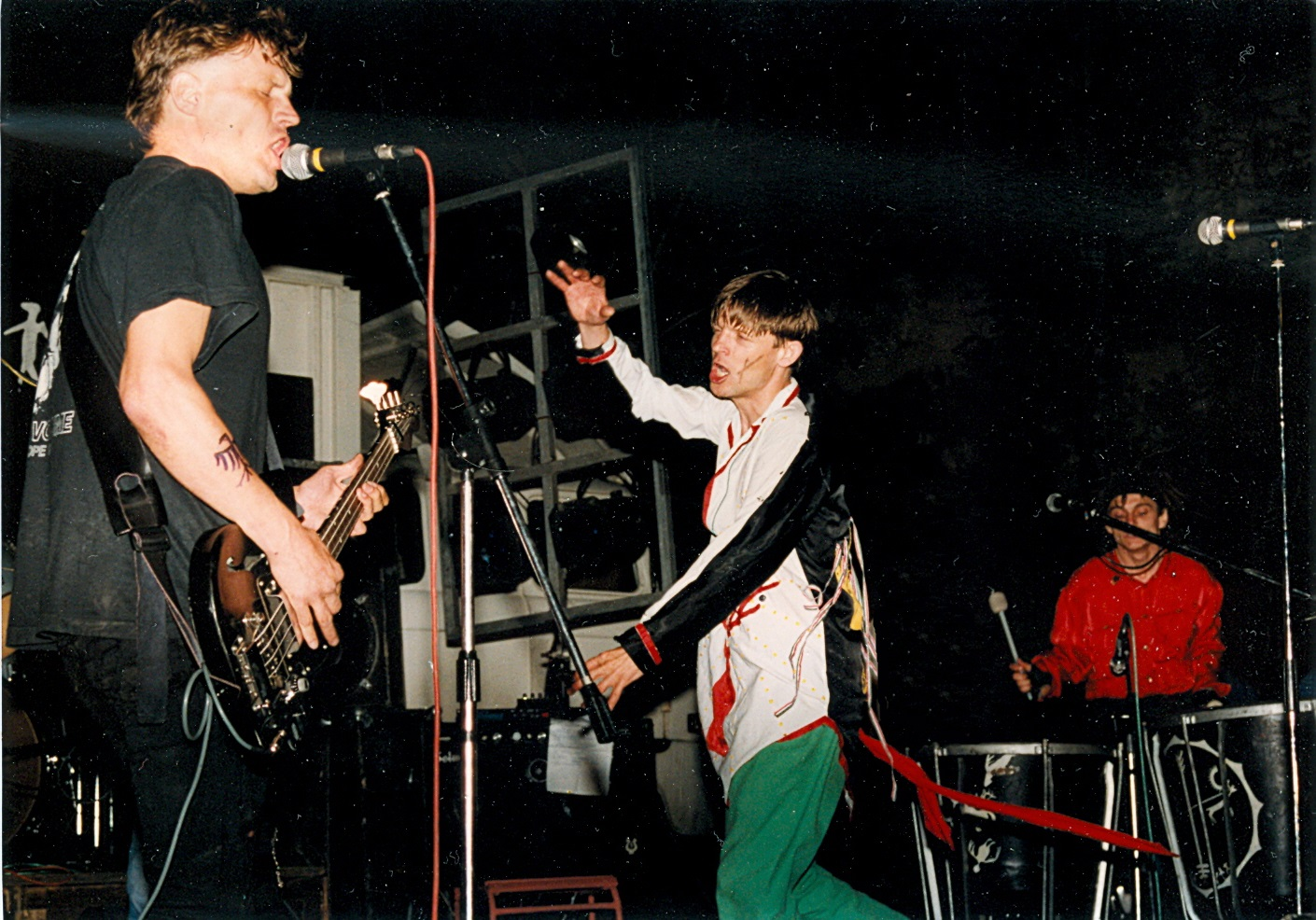
Az együttes három tagja egy koncerten: Soós Lajos (Szónusz), Grandpierre Attila és Balatoni Endre (Boli)

- Ipacs László – dobok, ütőshangszerek, sípok, szintetizátor
- Soós Lajos „Szónusz” – basszusgitár, hegedű, ének, sípok
- Balatoni Endre – üstdobok, ének, sípok
- Czakó Sándor – gitár, ének, sípok
- Németh László „Fritz”  – gitár, sípok

### Egyéb
- Producer: Dietmar Lupfer és az együttes
- Zenei rendező: Ipacs László
- Borítóterv: Grandpierre Attila
- Grafika: Barcsik Géza
- Tipográfia: Fakó Árpád
- Mastering: Studio Nord, Bremen
- Felvétel és összeállítás: Tango Studio, Eindhoven, Hollandia

A lemezen köszönetet nyilvánítanak Theo von Eembergennek (mixing) és Szabó Imrének.

## Kritikák
- „A VHK zenéje semelyik más zenekaréhoz nem hasonlítható. Ez az egyediség első lemezükön, a „Halál móresre tanítása” című, bő félórás zenei utazáson is egyértelműen kiütközik.”[6]